# Geoff Swaim
Geoff Swaim (Chico, 16 settembre 1993) è un giocatore di football americano statunitense che milita nel ruolo di tight end per gli Arizona Cardinals della National Football League (NFL).

## Carriera

### Dallas Cowboys
Dopo avere giocato al college a Texas, Swaim fu scelto dai Dallas Cowboys nel corso del settimo giro (246º assoluto) del Draft NFL 2015. Debuttò come professionista subentrando nella gara della settimana 2 vinta contro i Philadelphia Eagles in cui ricevette un passaggio. Nel quinto turno contro i New England Patriots disputò la sua prima gara come titolare. La sua stagione da rookie si chiuse con quattro presenze.

### Jacksonville Jaguars
Nel 2019 Swaim passò ai Jacksonville Jaguars.

### Tennessee Titans
Il 19 agosto 2020 Swaim firmò con i Tennessee Titans. L'anno successivo rinnovò per un altro anno per un valore di 2,5 milioni di dollari.

### Arizona Cardinals
Il 25 luglio 2023 Swaim firmò con gli Arizona Cardinals.